# Trebbus
Trebbus is een plaats in de Duitse gemeente Doberlug-Kirchhain, deelstaat Brandenburg, en telt 320 inwoners.